# سیارک ۴۸۹۸
سیارک ۴۸۹۸ (به انگلیسی: 4898 Nishiizumi، نامگذاری:1988FJ) چهار هزار و هشتصد و نود و هشتمین سیارک کشف شده‌است که در ۱۹ مارس ۱۹۸۸ کشف شد.
قدر مطلق سیارک برابر ۱۳٫۹۰ است.